# Tessa Thompson
Pour les articles homonymes, voir Thompson.
Tessa Thompson, née le 3 octobre 1983 à Los Angeles, est une actrice et chanteuse américaine.
Elle se fait connaître du grand public par des seconds rôles dans des séries télévisées des années 2000, comme Veronica Mars. Mais c'est la décennie suivante qu'elle est révélée auprès de la critique par le premier rôle du film indépendant Dear White People, sorti en 2014.
Elle est ensuite propulsée dans des grosses productions : le drame sportif Creed (2015) et sa suite, Creed 2 (2018), mais aussi en intégrant le casting de la série de science-fiction de HBO Westworld. Elle finit par porter les blockbusters Thor : Ragnarok (2017) et Men in Black: International (2019) avec Chris Hemsworth.
L'actrice tient le rôle de Valkyrie dans les films de l'Univers cinématographique Marvel.

## Biographie

### Enfance et formation
Née Tessa Lynn Thompson, elle est la fille de Marc Anthony Thompson,,, chanteur et compositeur du groupe Chocolate Genius Inc., d'origine afro-panaméenne. Sa mère est d'origine mexicaine et européenne. C'est la petite-fille de l'acteur et musicien Bobby Ramos, un des premiers mexicano-américains à avoir sa propre émission de télévision. Durant sa jeunesse, elle a dû faire face à son ascendance afro-panaméenne.
Elle passe ses étés à Los Angeles et rentre à New York pour l'hiver.
Après ses études secondaires à la Santa Monica High School (en), elle est admise au Santa Monica College , où elle étudie l'anthropologie culturelle; elle commence la comédie en jouant dans plusieurs pièces de théâtre de l'école. Elle est toujours membre actif du théâtre de colonie de Burbank, en Californie.

### Carrière

#### Progression à la télévision (années 2000)
En 2003, Tessa fait ses débuts professionnels au théâtre, dans la pièce The Tempest, une production de la Women's Shakespeare Company's.
En 2003, elle joue le rôle de Juliette dans une version de la tragédie de William Shakespeare Roméo et Juliette, intitulée Juliet in Romeo and Juliet: Antebellum New Orleans, 1836 avec le théâtre de Boston. Une prestation saluée par une nomination au NAACP Theatre Award.
En 2005-2006, après seulement une apparition dans la série télévisée policière Cold Case : Affaires classées, elle est révélée au grand public par le rôle de Jackie, qu'elle occupe dans la seconde saison de la série acclamée par les critiques Veronica Mars. Elle quitte la série pour intégrer le casting d'une nouveauté lancée en 2007 Hidden Palms. Le programme est néanmoins arrêté, au bout de huit épisodes, en raisons des audiences insuffisantes.
Entre-temps, elle doit sa première incursion au cinéma grâce au thriller Terreur sur la ligne, remake du film homonyme sorti en 1979. Le film est un succès au box office mais il est accueilli froidement par la critique.
Elle enchaîne ensuite les petits rôles dans diverses séries télévisées - incarnant ainsi la jeune Camille, la nièce du Dr Webber, dans deux épisodes de Grey's Anatomy, puis trois ans plus tard, un autre personnage dans la série dérivée Private Practice - et en se voyant confier des rôles de premier plan dans des films indépendants comme dans le romantique Dancing Girls (2008), le drame Periphery (2011) et le film d'horreur Exquisite Corpse (2009).
Elle continue à la télévision : en 2010 en jouant l'héroïne de la web-série Blue Belle et en jouant les guest star dans trois épisodes de la série Heroes. C'est au cinéma qu'elle perce enfin.

#### Cinéma indépendant et percée critique (2010-2015)

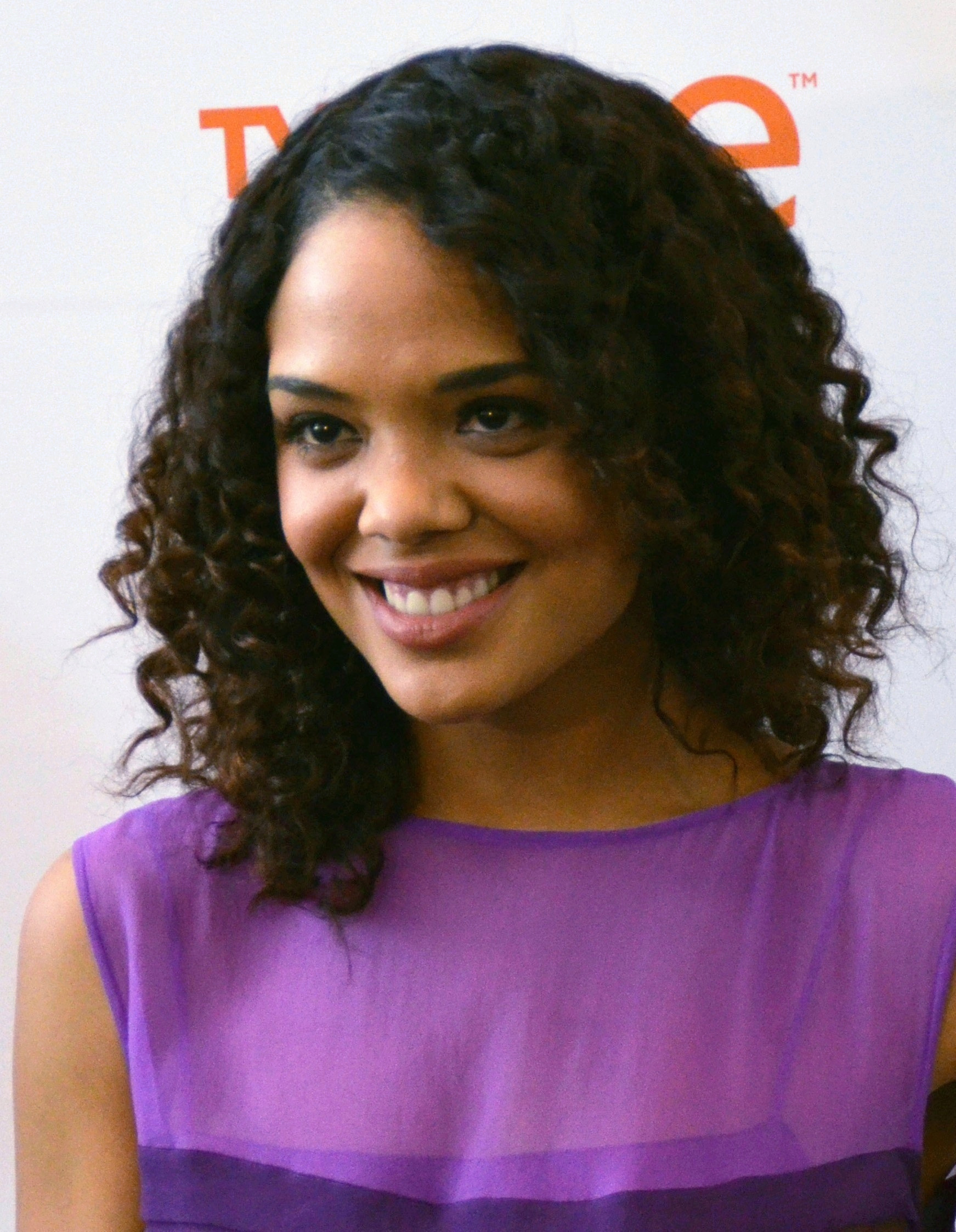
Lors des NAACP Image Awards 2014, l'année de sortie de Dear White People et Selma.

En 2010, elle décroche un petit rôle dans le film dramatique Les Couleurs du destin après avoir convaincu le directeur Tyler Perry de l'engager. Ce film est une adaptation au cinéma de la pièce de théâtre For Colored Girls Who Have Considered Suicide When the Rainbow Is Enuf de l'artiste de performance, dramaturge et poète afro-américaine Ntozake Shange. Le film met en scène plusieurs stars du cinéma dont Janet Jackson, Whoopi Goldberg, Phylicia Rashad, Thandie Newton, Loretta Devine, Anika Noni Rose, Kimberly Elise, et Kerry Washington. Le film est accueilli tièdement que ce soit auprès du public que de la critique. Néanmoins, Tessa reçoit le Black Reel Awards de la meilleure performance.
En 2012, elle persévère en parallèle à la télévision : elle est au casting de la série fantastique 666 Park Avenue avec Vanessa Williams qui malgré une bonne réception de la part des critiques est annulée à la fin de la première saison, faute d'audiences. Elle parvient à s'imposer un peu plus dans la série historique Copper, qui s'arrête en 2014 au bout de deux saisons.
Mais cette année-là, c'est au cinéma qu'elle impressionne doublement : d'abord par son interprétation du rôle principal féminin de la satire Dear White People, écrite et réalisée par l'inconnu Justin Simien, qui est largement saluée : ce film indépendant est acclamé par la critique, et récolte une vingtaine de nominations et une douzaine de prix, malgré des recettes très faibles. Le groupe electro Caught A Ghost qui assure quelques morceaux de la bande originale du film est d'ailleurs produit par Tessa. La prestation de Tessa Thompson est notamment saluée par le Gotham Awards du Meilleur espoir et l'association de critiques de cinéma chargée de promouvoir les professionnels Afro-Américains de l'industrie cinématographique, African-American Film Critics Association, lui décerne le titre de la Meilleure performance.
Puis en novembre, elle prête ses traits à Diane Nash dans le drame historique Selma, de Ava DuVernay, qui reçoit plusieurs nominations aux Oscars. Tessa est lauréate dans la catégorie Meilleure performance lors du Festival international du film des Hamptons.
En 2015, elle confirme avec le drame sportif Creed, de Ryan Coogler, où elle donne la réplique à un autre jeune talent révélé par la télévision, et s'étant imposé grâce au cinéma indépendant, Michael B. Jordan. La profession l'adoube, elle est par exemple élue Meilleure actrice dans un second rôle aux cérémonies suivantes : NAACP Image Awards, Black Reel Awards, Black Film Critics Circle et reçoit une seconde distinction de l'African American Film Critics Association.

#### Confirmation commerciale (depuis 2016)

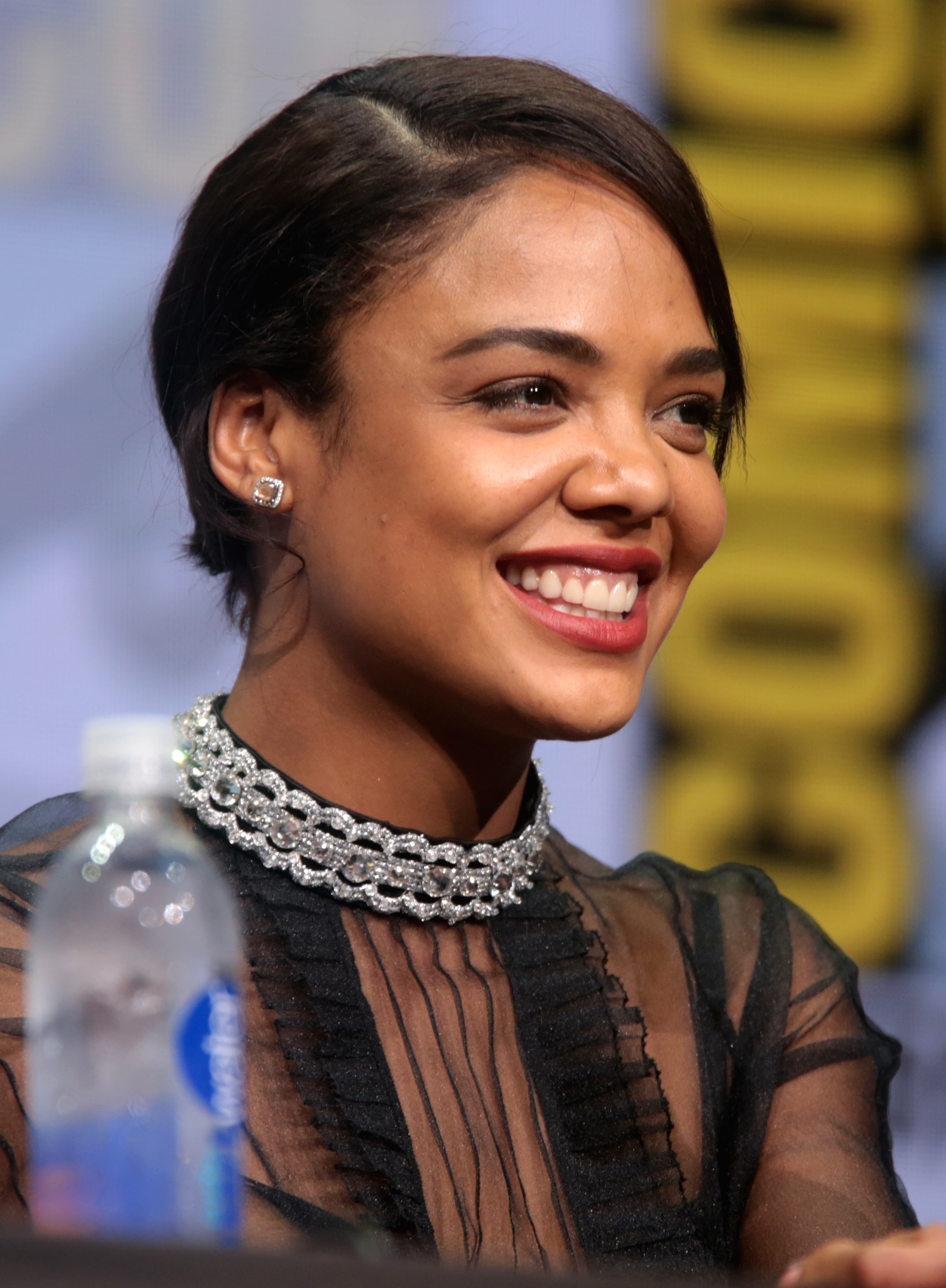
Au Comic-Con de San Diego 2017, pour la promotion de Thor : Ragnarok.

En 2016, elle apparaît dans un spectacle Off-Broadway aux côtés de Joshua Jackson et Mahershala Ali. C’est au cinéma qu’elle enchaîne avec des projets plus commerciaux : elle seconde le tandem masculin de la comédie d'action War on Everyone : Au-dessus des lois, incarné par Michael Peña et Alexander Skarsgård.
Elle prête ses traits à Charlotte Hale, personnage récurrent de la première saison de l'attendue série de science-fiction Westworld, lancée fin 2016.
Enfin, elle est choisie pour incarner un personnage de l'univers cinématographique Marvel : Valkyrie. Elle incarne ce personnage dans le blockbuster Thor : Ragnarok, de Taika Waititi, qui est sorti en 2017 et a rencontré un succès colossal au box office. En décrochant ce premier rôle féminin de la trilogie Thor, elle succède à la star Natalie Portman, qu'elle retrouve d'ailleurs pour le film post-apocalyptique qui mêle horreur et aventure, Annihilation de Alex Garland, distribué sur la plateforme Netflix, en 2018 pour le public français, en dépit des réticences du réalisateur et des membres de la production.
Cette même année, elle fait aussi partie de la distribution principale de la comédie de science-fiction Sorry to Bother You réalisé par Boots Riley et n'oublie pas le cinéma indépendant grâce à deux longs métrages : le drame dont elle est l'héroïne Little Woods, qui se veut un western moderne, ainsi que la comédie Furlough dans laquelle elle tient tête à Melissa Leo et donne aussi la réplique aux oscarisées Anna Paquin et Whoopi Goldberg.

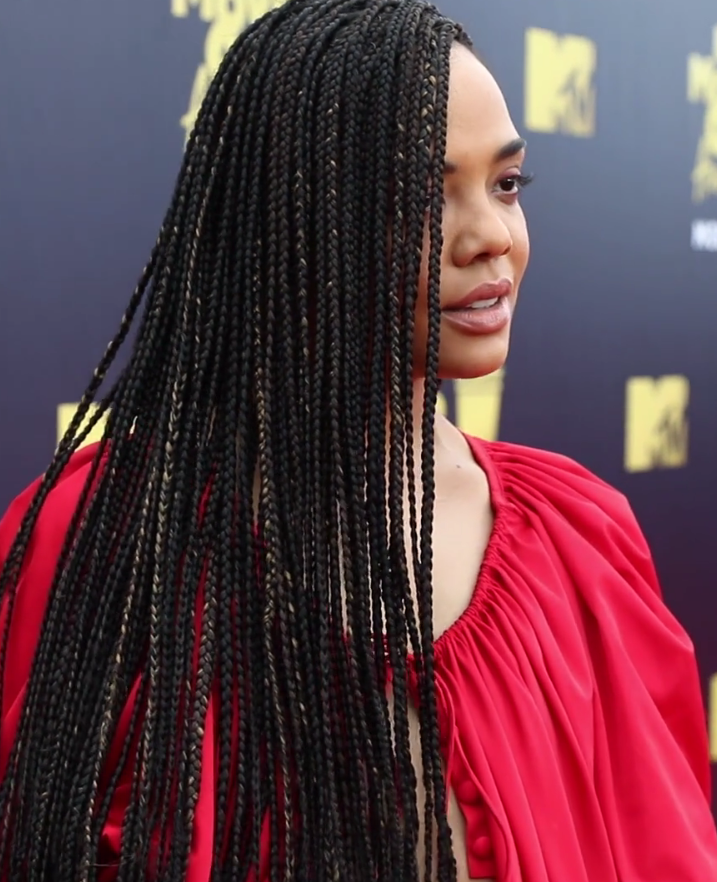
Lors de la cérémonie des MTV Movie & TV Awards 2018.

Entre-temps, elle s'invite sur le plateau de la série primée aux Primetime Emmy Awards, Portlandia, jouant la guest star dans un épisode de la huitième saison.
Elle retrouve ensuite Sylvester Stallone et Michael B. Jordan pour Creed 2, et, profitant d'une nouvelle notoriété, elle est choisie pour rejoindre le spin-off de Men in Black, partageant, de nouveau, la vedette avec Chris Hemsworth. Elle est également promue au casting principal de la saison 3 de Westworld, prévue pour 2020 et ré endosse le costume de Valkyrie pour Avengers: Endgame.
Puis, elle produit et joue dans le drame indépendant Sylvie, aux côtés d'Eva Longoria.

### Vie privée
En juin 2018, Thompson fait son coming out en tant que bisexuelle lors d'une interview au magazine Porter, avant de récuser ce terme en novembre, l'estimant trop « binaire ». Elle a été en couple avec la chanteuse américaine Janelle Monáe,,.

## Filmographie

### Cinéma

#### Longs métrages
- 2006 : Terreur sur la ligne de Simon West : Scarlet
- 2008 : Dancing Girls de Darren Grant : Dana
- 2008 : The Human Contract de Jada Pinkett Smith : une serveuse
- 2009 : Everyday Black Man de Carmen Madden : Claire
- 2009 : Exquisite Corpse de Scott David Russell : Liz
- 2009 : Mississippi Damned de Tina Mabry : Kari Peterson
- 2010 : Les Couleurs du destin de Tyler Perry : Nyla / Purple
- 2011 : Red & Blue Marbles de Shaun Lapacek : Becca
- 2011 : Periphery de Duane Allen Humeyestewa : Caitlin
- 2013 : Automotive de Tom Glynn : Maggie
- 2013 : South Dakota de Bruce Isacson : Chris
- 2014 : Dear White People de Justin Simien : Sam White
- 2014 : Grantham & Rose de Kristin Hanggi : Wallis (également productrice associée)
- 2014 : Selma d'Ava DuVernay : Diane Nash
- 2015 : Creed : L'Héritage de Rocky Balboa (Creed) de Ryan Coogler : Bianca
- 2016 : War on Everyone : Au-dessus des lois (War on Everyone) de John Michael McDonagh : Jackie Hollis
- 2016 : Salt Water de Stephen Coombs : Brit
- 2017 : South Dakota de Bruce Isacson : Chris
- 2017 : Thor: Ragnarok de Taika Waititi : la Valkyrie
- 2018 : Sorry to Bother You de Boots Riley : Detroit
- 2018 : Annihilation d'Alex Garland : Josie Radek, l'arpenteur
- 2018 : Furlough de Laurie Collyer : Nicole Stevens
- 2018 : Little Woods de Nia DaCosta : Ollie (également productrice exécutive)
- 2018 : Creed 2 de Steven Caple Jr. : Bianca
- 2019 : Avengers: Endgame d'Anthony et Joe Russo : la Valkyrie
- 2019 : Men in Black International de F. Gary Gray : Molly / l'agent M
- 2019 : Entre deux fougères, le film de Scott Aukerman : elle-même
- 2019 : La Belle et le Clochard (Lady and the Tramp) de Charlie Bean : Lady (voix originale)
- 2020 : Pour l'amour de Sylvie (Sylvie's Love) de Eugene Ashe : Sylvie (également productrice exécutive)
- 2020 : Clair Obscur (Passing) de Rebecca Hall : Irene Redfield
- 2022 : Thor: Love and Thunder de Taika Waititi : le roi Valkyrie
- 2022 : The Listener de Steve Buscemi : Beth (également productrice)
- 2023 : Creed 3 (Creed III) de Michael B. Jordan : Bianca
- 2023 : The Marvels de Nia DaCosta : le roi Valkyrie
- 2025 : Hedda de Nia DaCosta : Hedda (également productrice)

#### Courts métrages
- 2014 : Points of Origin d'Anya Leta : Rosemary
- 2019 : Brave Girl Rising de Martha Adams et Richard Robbins : Nasro (voix)

### Télévision

#### Téléfilms
- 2006 : L'Initiation de Sarah de Stuart Gillard : Esme
- 2010 : Betwixt de Elizabeth Chandler: Jenny
- 2013 : Meurtre au 14e étage de Hanelle M. Culpepper : Nia Palmer

#### Séries télévisées
- 2005 : Cold Case : Affaires classées : Wilhelmina « Billie » Ducette (saison 2, épisode 22)
- 2005-2006 : Veronica Mars : Jackie Cook (22 épisodes)
- 2006 : Grey's Anatomy : Camille Travis (saison 2, épisodes 26 et 27)
- 2007 : Hidden Palms : Enfer au paradis : Nikki Barnes (7 épisodes)
- 2008 : Life : Liza (saison 2, épisode 12)
- 2009 : Private Practice : Zoe Salter (saison 2, épisode 22 et saison 3, épisode 5)
- 2009 : Mental : Lainey Jefferson (saison 1, épisode 11)
- 2009-2010 : Heroes : Rebecca « Becky » Taylor (saison 4, 3 épisodes)
- 2010 : Three Rivers : Penelope Kirkell (saison 1, épisode 10)
- 2010 : Blue Belle de Perry Lang : Blue (5 épisodes)
- 2010-2011 : Detroit 1-8-7 : Lauren Washington (3 épisodes)
- 2011 : Off the Map : Urgences au bout du monde : Sydney (saison 1, épisode 3)
- 2011 : Rizzoli et Isles : FBI Agent Anna Farrell (saison 2, épisode 12)
- 2012-2013 : 666 Park Avenue : Laurel Harris (5 épisodes)
- 2012-2013 : Copper : Sara Freeman (22 épisodes)
- 2016 : BoJack Horseman : Taneisha (voix - saison 3, épisode 5)
- 2016 : Westworld : Charlotte Hale (rôle récurrent - en cours)
- 2018 : Portlandia : Bailey (1 épisode)
- 2018 : Dear White People : Rikki Carter (saison 2, épisodes 5 et 10)
- 2019 : Tuca & Bertie : Sophie (voix - 1 épisode)
- 2019 : Drunk History : Eartha Kitt (saison 6, épisode 11)
- 2023 : What If...? : la Valkyrie (saison 2, épisode 4)

#### Clips
- 2014 : Get Your Life de Caught a Ghost (également scénariste)
- 2015 : Yoga de Janelle Monáe : danseuse
- 2017 : Moonlight de Jay-Z : Monica Geller
- 2018 : Make Me Feel de Janelle Monáe : Zen, l'amoureuse de Jane 57821
- 2018 : PYNK de Janelle Monáe : danseuse
- 2018 : Dirty Computer de Janelle Monáe : Zen

### Podcast
- 2020 : The Left Right Game : Alice Sharman

## Distinctions
Sauf indication contraire ou complémentaire, les informations mentionnées dans cette section proviennent de la base de données IMDb.

### Récompenses
- 2009 : American Black Film Festival de la meilleure actrice pour Mississippi Damned (2009).
- 2011 : Black Reel Awards de la meilleure interprétation féminine pour For Colored Girls (2010).
- 2014 : African-American Film Critics Association Awards de la meilleure interprétation féminine pour Dear White People (2014).
- Gotham Independent Film Awards 2014 : Meilleur espoir pour Dear White People (2014).
- 2015 : African-American Film Critics Association Awards de la meilleure actrice pour Creed : L'Héritage de Rocky Balboa (Creed) (2015).
- 2015 : Black Film Critics Circle de la meilleure actrice dans un second rôle pour Creed : L'Héritage de Rocky Balboa (Creed) (2015).
- 2015 : Hamptons International Film Festival de la meilleure interprétation féminine pour Selma (2014.
- 2016 : Black Reel Awards de la meilleure actrice dans un second rôle pour Creed : L'Héritage de Rocky Balboa (Creed) (2015).
- 2016 : NAACP Image Awards de la meilleure actrice dans un second rôle pour Creed : L'Héritage de Rocky Balboa (Creed) (2015).
- 2016 : Seattle Film Critics Association de la meilleure musique pour Grip avec Ludwig Goransson pour Creed : L'Héritage de Rocky Balboa (Creed) (2015).
- Elle Women in Hollywood Awards 2017 : Lauréate du Prix de la femme de l'année.
- Essence Black Women in Hollywood 2018 : Lauréate du Prix d'honneur .
- IMDb Awards 2018 : Top 10 des révélations de l'année
- Gasparilla International Film Festival 2019 : Lauréate du Prix du Grand Jury de la meilleure performance pour Little Woods (2018) partagée avec Lily James.

### Nominations
- Black Reel Awards 2015 : Meilleure actrice pour Dear White People
- Georgia Film Critics Association 2015 : Meilleure interprétation féminine pour Dear White People, Grantham & Rose, Selma
- Indiewire 2015 : Meilleure actrice dans un second rôle pour Creed
- NAACP Image Awards 2015 : Meilleure actrice pour Dear White People
- All Def Movie Awards 2016 : Meilleure actrice pour Creed
- Black Reel Awards 2016 : Meilleure musique pour Grip avec Ludwig Goransson et Sam Dew dans Creed
- Teen Choice Awards 2016 : Meilleure actrice dans un film dramatique pour Creed : L'Héritage de Rocky Balboa
- Saturn Awards 2018 : meilleure actrice dans un second rôle pour Thor : Ragnarok
- British Academy Film and Television Arts Awards 2018 : Rising Star Award
- Black Reel Awards 2018 : meilleure actrice dans un second rôle pour Thor : Ragnarok
- Black Reel Awards for Television 2018 : meilleure actrice dans un second rôle dans une série télévisée pour Westworld
- Empire Awards 2018 : Meilleure révélation féminine pour Thor : Ragnarok
- NAACP Image Awards 2018 : meilleure actrice dans un second rôle pour Thor : Ragnarok
- North Texas Film Critics Association 2018 : meilleure actrice dans un second rôle pour Creed 2
- Teen Choice Awards 2018 : meilleure actrice dans un film de science-fiction pour Thor : Ragnarok
- Central Ohio Film Critics Association Awards 2019 : Actrice de l'année pour Annihilation, Creed 2 et Sorry to Bother You
- People's Choice Awards 2019 : actrice préférée dans un film pour Men in Black: International
- Teen Choice Awards 2019 : meilleure actrice pour Men in Black: International
- Black Reel Awards 2021 : meilleure actrice pour Pour l'amour de Sylvie

## Voix francophones
En version française, Fily Keita est la voix régulière de Tessa Thompson depuis ses débuts. Elle la double notamment dans Veronica Mars, Selma, Creed, Westworld, War on Everyone : Au-dessus des lois, Annihilation ou encore Clair-obscur.
Depuis le milieu des années 2010, Aurélie Konaté la double de manière occasionnelle, étant sa voix dans l'univers cinématographique Marvel et Men in Black International. Enfin, Tessa Thompson est doublée à titre exceptionnel par Aurélie Nollet dans Hidden Palms : Enfer au paradis, Karine Foviau dans Les Couleurs du destin, Olivia Luccioni dans 666 Park Avenue, Chantal Baroin dans le Dear White People et Constance Syl dans  la série Dear White People.